# Ivanka Zdrilić
Ivanka Zdrilić je hrvatska pjesnikinja. 
Objavila je dvije zbirke pjesama. Sudionica je Susreta hrvatskoga duhovnoga književnoga stvaralaštva "Stjepan Kranjčić" 2012. i 2013.
Omiljena su joj tema obitelj, prijatelji, radosti djetinjstva, ljubav, more i krajolici. Stihovi su joj "slobodne forme i nesputani, ali snažno obilježeni tradicijom i motivima Dalmacije i kršćanstva, te bogati slojevima i metaforama u kojima je pjesnikinja pronašla ravnotežu sa suvremenim pjesničkim izrazom." (K. Brbora) 

## Djela
- Raskrižja, 2012.
- Zavežljaj ljubavi, Matica hrvatska, Zadar, 2014.